# Chippewa Falls
Chippewa Falls ist eine Stadt (mit dem Status „City“) und Verwaltungssitz des Chippewa County in Wisconsin. Das U.S. Census Bureau ermittelte bei der Volkszählung 2020 eine Einwohnerzahl von 14.731.
Chippewa Falls ist eine der beiden Kernstädte der Metropolitan Statistical Area Eau Claire–Chippewa Falls.

## Name
Der Ort liegt am Fluss Chippewa River. Der Name des Flusses leitet sich vom Stamm der Ojibwa, den dort ansässigen Indianern, ab. Die ersten Siedler gaben den Namen „Ojibwa“ als „Chippewa“ wieder.

## Geografie
Chippewa Falls liegt im Westen Wisconsins beiderseits des Chippewa River. Dieser mündet 95 km südwestlich in den die Grenze zu Minnesota bildenden Mississippi. Die geografischen Koordinaten von Chippewa Falls sind 44°56' nördlicher Breite und 91°23' westlicher Länge. Das Stadtgebiet erstreckt sich über eine Fläche von 29,5 km² auf einer Höhe von 256 Meter über dem Meeresspiegel.
Benachbarte Orte sind Eagle Point (11,7 km nördlich), Jim Falls (19 km nordöstlich), Lake Wissota (8,5 km östlich), Cadott (22,3 km in der gleichen Richtung), Fall Creek (28,9 km südöstlich), Altoona (19,3 km südlich) und Lake Hallie (an der südlichen Stadtgrenze).
Die nächstgelegenen größeren Städte sind Green Bay (293 km östlich), Wisconsins Hauptstadt Madison (307 km südöstlich), La Crosse (155 km südlich), Eau Claire (19,5 km südwestlich), Rochester in Minnesota (168 km in der gleichen Richtung), die Twin Cities in Minnesota (157 km westlich) und Duluth am Oberen See in Minnesota (235 km nördlich).

## Verkehr
Durch Chippewa Falls führen die Wisconsin Highways 124 und 178. Der U.S. Highway 53 kreuzt am südwestlichen Ortrand den Wisconsin Highway 124. 
Die Stadt ist an das Schienennetz der zur Canadian National Railway gehörenden Wisconsin Central angebunden.
Der Chippewa Valley Regional Airport in Eau Claire liegt acht Kilometer südwestlich der Stadt. 

## Geschichte
Um das Jahr 1700 entdeckte der französische Entdecker Pierre-Charles Le Sueur die Chippewa Quelle nähe des Flusses.
Chippewa Falls war zu Beginn ein Holzverarbeitungszentrum, das zu einer Eisenbahnstadt wurde, obwohl die Hauptstraße des Schienennetzes der 1870er Jahre durch Eau Claire, ca. 15 km südlich verlief. 1870 baute die West Wisconsin Railway eine Route von Saint Paul, Minnesota nach Milwaukee durch das Gebiet von Eau Claire. Daraufhin legte die Eau Claire and Chippewa Falls Railway eine Bahnlinie von Eau Claire nach Chippewa Falls an.
Der Politiker Thaddeus C. Pound gründete 1887 den „Chippewa Springs Health Club“. Pound stand auch der Firma vor, die begann das Quellwasser zum Verkauf in Flaschen abzufüllen.

## Bevölkerung
Nach der Volkszählung im Jahr 2020 lebten in Chippewa Falls 14.731 Menschen in 6.772 Haushalten. Die Bevölkerungsdichte betrug 524 Einwohner pro Quadratkilometer. In den 6.772 Haushalten lebten statistisch je 2,17 Personen. 
Ethnisch betrachtet setzte sich die Bevölkerung zusammen aus 95,1 Prozent Weißen, 1,7 Prozent Afroamerikanern, 0,7 Prozent amerikanischen Ureinwohnern, 0,9 Prozent Asiaten sowie 0,2 Prozent aus anderen ethnischen Gruppen; 1,4 Prozent stammten von zwei oder mehr Ethnien ab. Unabhängig von der ethnischen Zugehörigkeit waren 1,6 Prozent der Bevölkerung spanischer oder lateinamerikanischer Abstammung. 
22,9 Prozent der Bevölkerung waren unter 18 Jahre alt, 60,7 Prozent waren zwischen 18 und 64 und 16,4 Prozent waren 65 Jahre oder älter. 49,3 Prozent der Bevölkerung war weiblich.
Das mittlere jährliche Einkommen eines Haushalts lag bei 38.919 USD. Das Pro-Kopf-Einkommen betrug 23.885 USD. 14,9 Prozent der Einwohner lebten unterhalb der Armutsgrenze.

## Personen, die mit der Stadt in Verbindung gebracht werden
- Ruth French Carnovsky (1906–2003), Philologin und Bibliothekarin
- Seymour Cray (1925–1996), erster erfolgreicher Architekt für Supercomputer, Gründer von Cray Research,
- Gus Dorais (1891–1954), Quarterback der University of Notre Dame, Chefcoach der Detroit Lions,
- Judy Henske (1936–2022), Sängerin und Songschreiberin,
- Howard Luedtke, Bluesgitarrist, Sänger, Songschreiber und Bandmitglied der „Blue Max“
- Thaddeus C. Pound (1833–1914), Vizegouverneur von Wisconsin, Delegierter für Wisconsin im US-Repräsentantenhaus und Präsident der Eisenbahngesellschaft „Chippewa Falls and Western Railway“,
- Eddy Waller (1889–1977), Schauspieler in mehr als 250 Filmen,
- Alexander Wiley (1884–1967), zwischen 1939 und 1963 US-Senator für den Staat Wisconsin.
- Jack Dawson, fiktiver Charakter aus dem Film Titanic (1997)